# Novo Diccionario das Linguas Franceza e Portugueza
O Novo Diccionario das Linguas Franceza e Portugueza é uma obra do século XVII de autoria do religioso Joseph Marques. É um dicionário bilíngue composto de dois tomos e foi publicado pela Officina Patriarchal de Francisco Luis Ameno em 1664. 
A obra, com tradução direta do francês para o português, é considerada o primeiro dicionário que abriu caminho para lexicografia de língua portuguesa, já que até então se usava o latim como língua «de chegada» de uma tradução desse gênero. Já a publicação do dicionário francês-português saiu quase uma década antes do volume português-francês, também de autoria do religioso.
No frontispício da obra, lê-se a seguinte descrição:
Novo diccionario das linguas portugueza e franceza, com os termos latinos, tirados dos melhores auctores e do vocabulario portuguez e latino do P.D. Raphael Bluteau, dos diccionarios da academia franceza, Universal de Trévoux, de Furetière, de Tachard, de Richelet, de Danet, de Boyer, etc., das cidades, das comarcas, dos rios do mundo, etc. Pelo Padre Joseph Marques, capellão regente do côro, e mestre da música da Igreja de Nossa Senhora do Loreto. Primeira edição. Tomo II.
Joseph Marques, cuja biografia é ignorada, foi capelão-regente do coro e mestre de música da Igreja do Loreto nos idos de 1660, tendo lançado a obra nove anos depois do devastador Terremoto de Lisboa, ocorrido em 1655.